# Paul de Chomedey de Maisonneuve
Pour les articles homonymes, voir Chomedey et Maisonneuve.
Paul de Chomedey de Maisonneuve , né le 12 février 1612 à Neuville-sur-Vanne (Pays d'Othe) et mort le 9 septembre 1676 à Paris, est un officier français et l'un des fondateurs, avec Jeanne Mance, de la ville de Montréal (Ville-Marie) ainsi que son premier gouverneur.

## Biographie

### Enfance et famille
Paul de Chomedey est le descendant d'une famille de la noblesse champenoise. Fils aîné de Louis de Chomedey, seigneur de Chavannes et de Neuville, et de sa deuxième femme Marie de Thomelin, fille de Jean de Thomelin et d'Ambroise Dauquoy, un conseiller du roi et trésorier de France, il est baptisé à l'église Saint-Martin de Neuville-sur-Vanne le 15 février 1612, à 25 km de Troyes, dans la province de Champagne. 

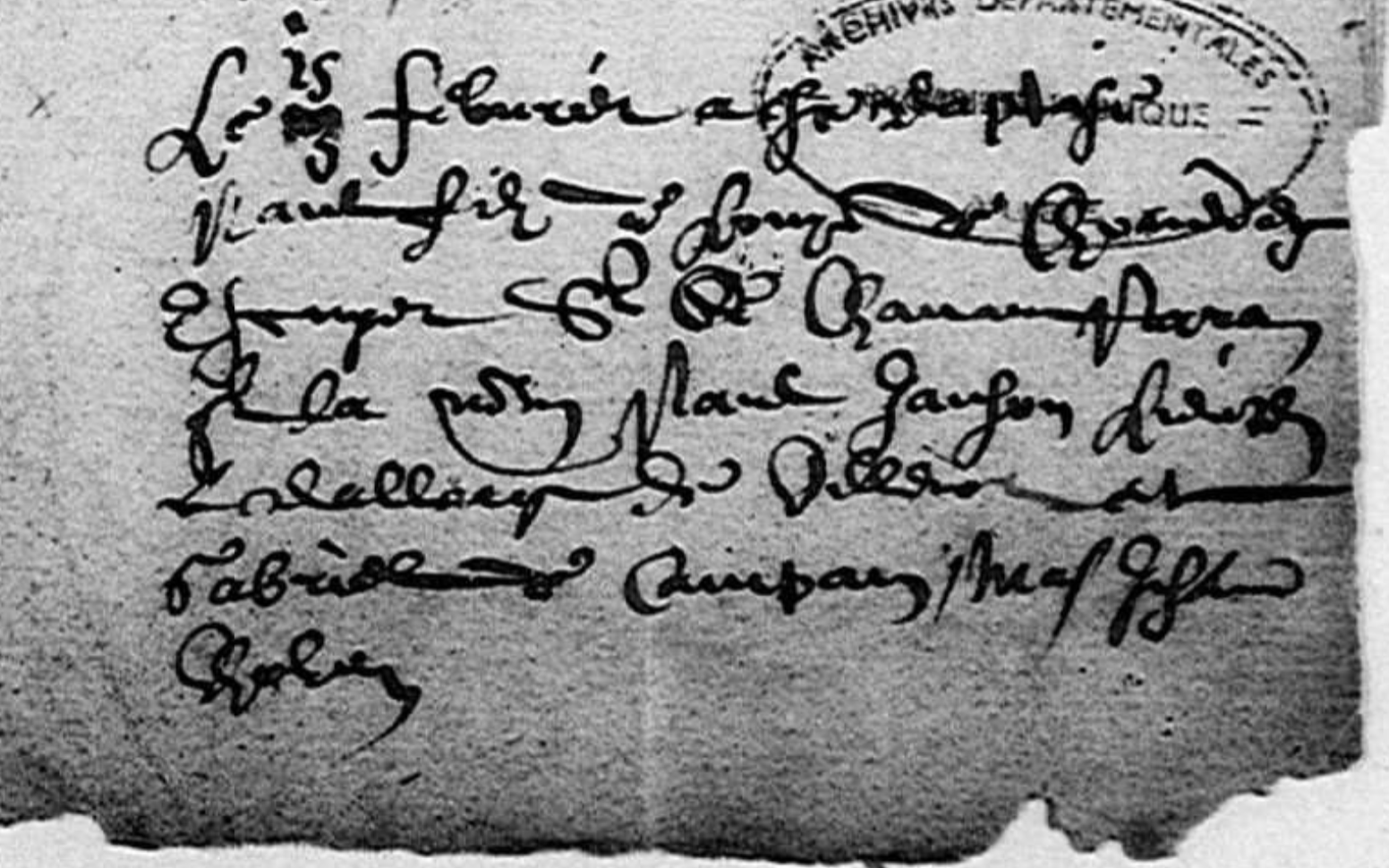
Acte de baptême de Paul de Chomedey De Maisonneuve. On peut y lire Le 15 février 1612 a été baptisé Paul, fils de Louis de Chomedey, escuyer, sieur de Chavannes, Parrain pour le nom, Paul Janson, lieutenant au bailliage de Villemor et Gabriel de Campan, Marraine Jehanne Chabert.

Paul de Chomedey devient sieur de Maisonneuve (écrit alors Maisonneufue) lorsque son père le dote du domaine de Maisonneuve par acte du 24 février 1614 — mais, que l'on sache, il a toujours signé « Paul de Chomedey », sans jamais utiliser le titre « de Maisonneuve ». Dès l'âge de 13 ans, il commence sa carrière militaire en Hollande, où il apprend d'ailleurs à jouer du luth, et combat dans des guerres européennes.

#### Blason de Maisonneuve
| Blason | Blasonnement : « D'or à trois flammes de gueules ondoyantes en pointe vers le chef disposées deux et un,. » |

### Vers la Nouvelle-France
Après la lecture des Relations des jésuites, il souhaite participer à l'évangélisation de la colonie de la Nouvelle-France. Le père Carles Lalement, jésuite,  présente Monsieur de Maisonneuve à Jérôme Le Royer, cofondateur de la Société Notre-Dame de Montréal, qui le recrute pour prendre possession de leur concession dans le Nouveau Monde (l'Amérique). Choisi pour fonder une colonie sur l'île de Montréal, il part du port de La Rochelle le 9 mai 1641. M. de Maisonneuve monte dans un vaisseau avec 25 hommes et Jeanne Mance dans un autre avec 12 hommes. Pendant le voyage, le vaisseau de Maisonneuve doit s'arrêter trois fois à cause des tempêtes et il perd trois ou quatre de ses hommes, dont son chirurgien, celui-ci « qui lui était le plus nécessaire »,. Il arrive à Tadoussac en 1641.

### Fondation et débuts de Ville-Marie

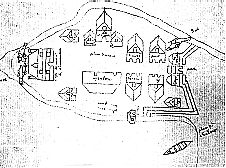
Plan de Ville-Marie vers 1647.

L'année suivante, il travaille à la construction des fortifications et de divers édifices de Ville-Marie, fondée officiellement le 17 mai sur l'actuelle Pointe-à-Callière. Selon H. J. J.-B. Chouinard, dans son « étude historique et biographique », le fleuve Saint-Laurent sort de son lit en décembre 1642. Les eaux se rendent jusqu'à la porte du fort puis se retirent le 25 décembre. Alors, Ville-Marie « retrouve le calme et la sécurité ». En janvier 1643, en ayant fait la promesse, Maisonneuve serait allé planter une croix au sommet du mont Royal à la suite de cet événement.
En 1647, Paul refuse l'offre de devenir gouverneur de la Nouvelle-France qui lui avait été proposée par le roi Louis XIV.

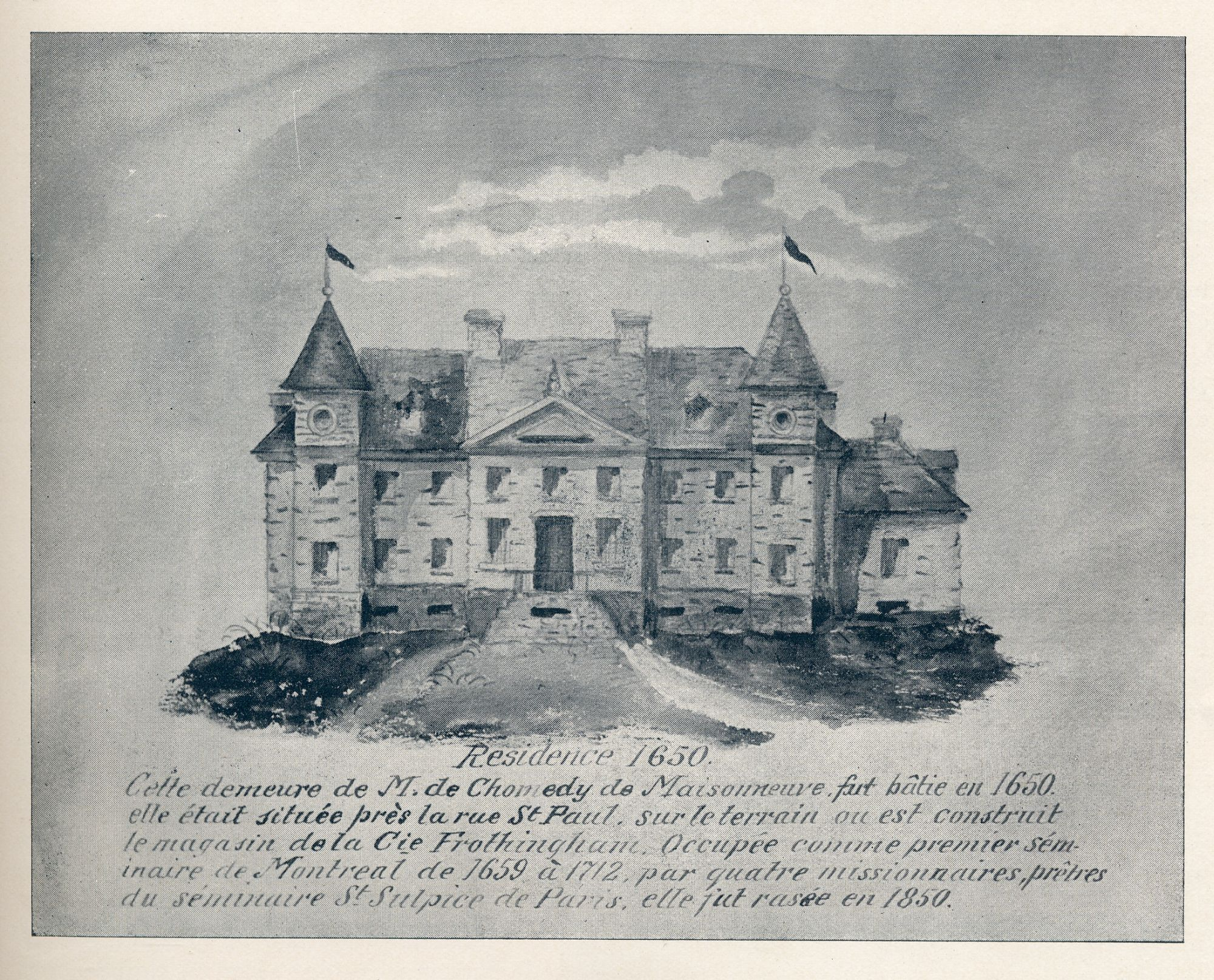
Résidence de Paul de Chomedey, sieur de Maisonneuve, en 1650.

Au printemps de 1651, les attaques des Iroquois pour freiner la colonisation sont si fréquentes que les habitants de Ville-Marie croient leur fin arrivée. Maisonneuve fait se réfugier tous les habitants dans l'enceinte du fort. En automne de la même année, la colonie de Montréal est si réduite qu'à l'instigation de Jeanne Mance, il doit retourner en France pour recruter des volontaires. Il retourne à Montréal deux ans plus tard avec une centaine de personnes dont Marguerite Bourgeoys qui met en place l'enseignement dans la nouvelle ville. On appellera ce groupe La Grande Recrue qui va assurer la survie de Montréal. Si l'effort du sieur de Chomedey avait échoué, Montréal aurait été abandonnée et les survivants auraient été relocalisés à Québec. Lors de l'arrivée des nouveaux colons, la population de Montréal est d'à peine 50 habitants, incluant Jacques Archambault, qui creusera le premier puits d'eau sur l'île en 1658 à la requête de Maisonneuve.

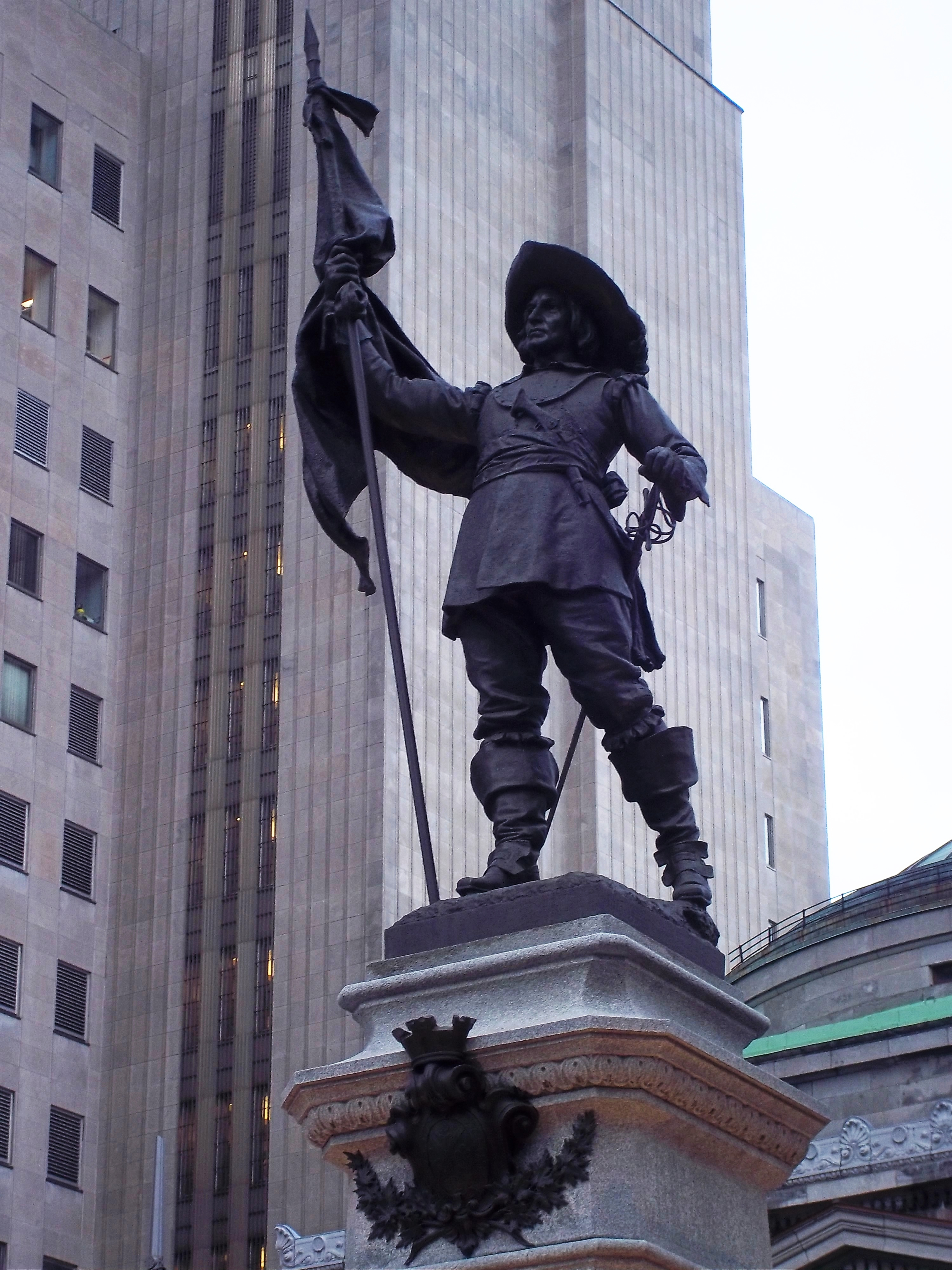
Monument à Maisonneuve, 1895, par Louis-Philippe Hébert, à la place d'Armes de Montréal.

Avec le temps, la colonie se développe et devient assez populeuse pour résister à la menace iroquoise. Le contrôle de la colonie est pris par la société missionnaire et repris par la couronne en 1663. Maisonneuve n'a pas l'appui du nouveau gouverneur Augustin de Saffray de Mézy.

### Dernières années
En septembre 1665, Maisonneuve, alors âgé de 53 ans, reçoit de l'intendant Alexandre de Prouville de Tracy l'ordre de retourner en France pour une période indéfinie. Après vingt-quatre ans à la tête de la colonie, il quitte Montréal définitivement. Il s'installe à Paris où il vit dans l'ombre en compagnie de Louis Fin, son serviteur. Marguerite Bourgeoys lui rend visite en 1671.
Paul de Chomedey meurt le 9 septembre 1676. À son chevet se tiennent son ami, Philippe de Turmenys, et son serviteur, Louis Fin. Le lendemain, les funérailles ont lieu dans l'église des Pères de la Doctrine chrétienne, située non loin de l'abbaye de Saint-Étienne-du-Mont, dans laquelle il est également inhumé. Ne s'étant jamais marié, Maisonneuve n'a eu aucune descendance,.

## Commémoration
Paul de Chomedey de Maisonneuve est désigné personnage historique national le 1er juin 1985 par la Commission des lieux et monuments historiques du Canada. Il est également désigné personnage historique par le ministère de la Culture et des Communications, le 17 mai 2013.

### Montréal
L'arrondissement Mercier–Hochelaga-Maisonneuve, l'ancienne ville de Maisonneuve (Montréal), le Boulevard De Maisonneuve et le Parc Maisonneuve sont quelqu'un des nombreux hommages à Maisonneuve.

### Québec
Les rues Chomedey et De Maisonneuve lui rendent hommage dans la ville de Québec

### France
La poste française lui a consacré un timbre-poste en 1972. La ville de Troyes a rendu également hommage à ce natif de l'Aube, par l'avenue Chomedey de Maisonneuve.

## Galerie

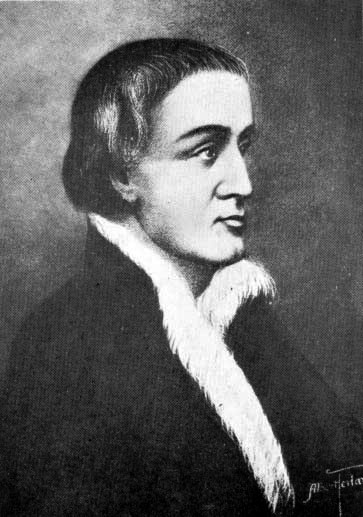
Portrait de Maisonneuve.
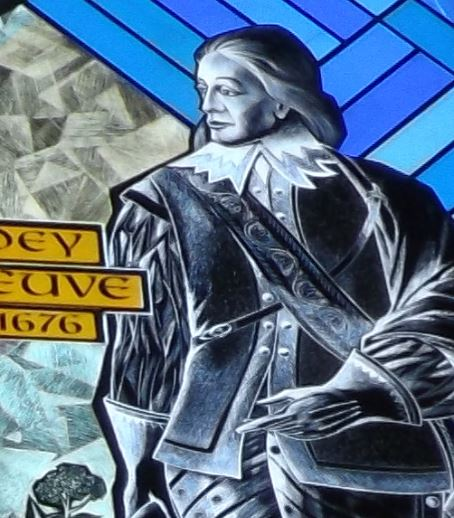
Vitrail de Paul de Chomedey dans l'église de Brouage.
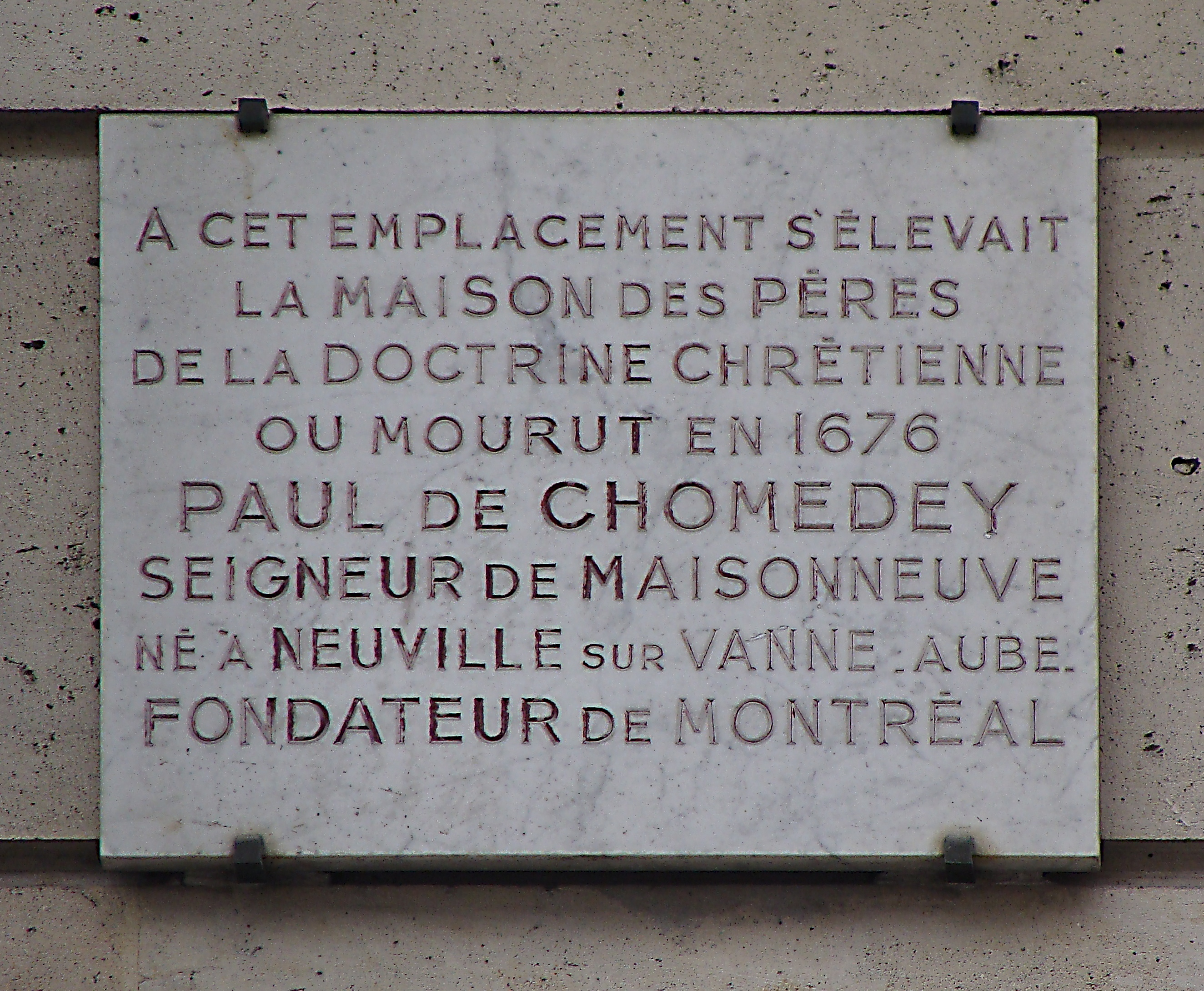
Plaque en son honneur sur le lieu de sa mort.
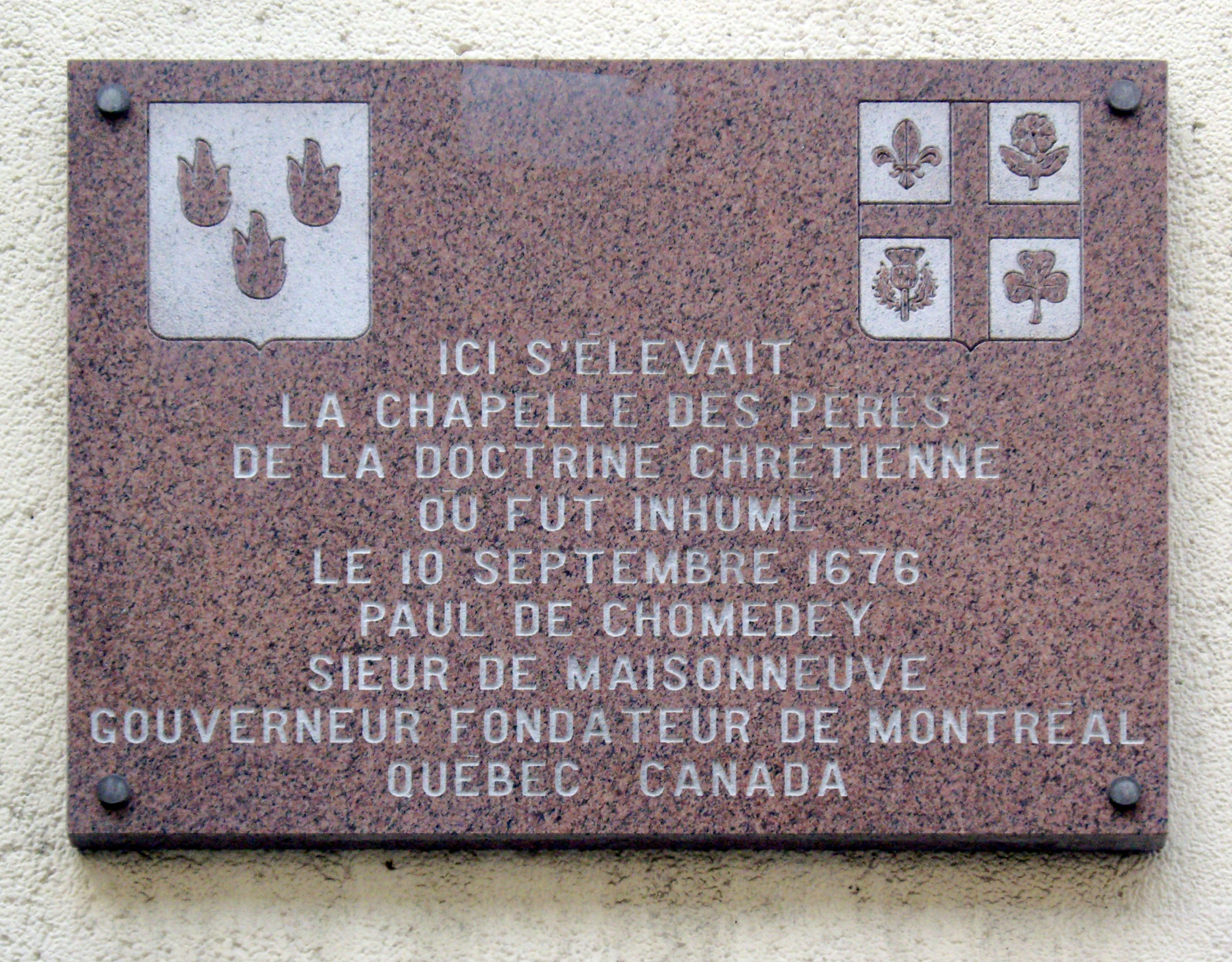
Plaque en son honneur sur le lieu de son inhumation.
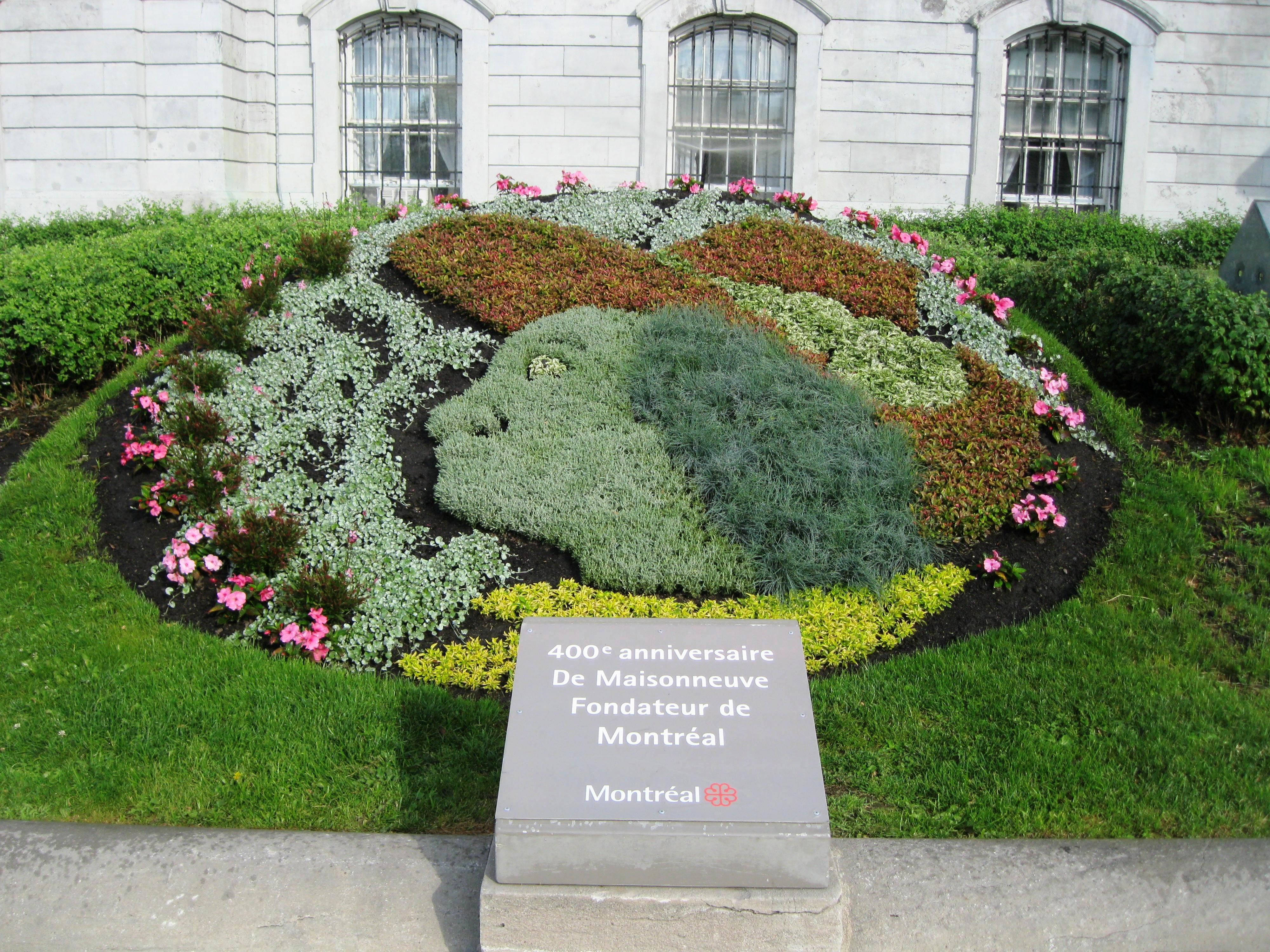
Aménagement floral pour le 400e anniversaire de naissance de Maisonneuve devant l'hôtel de ville de Montréal.
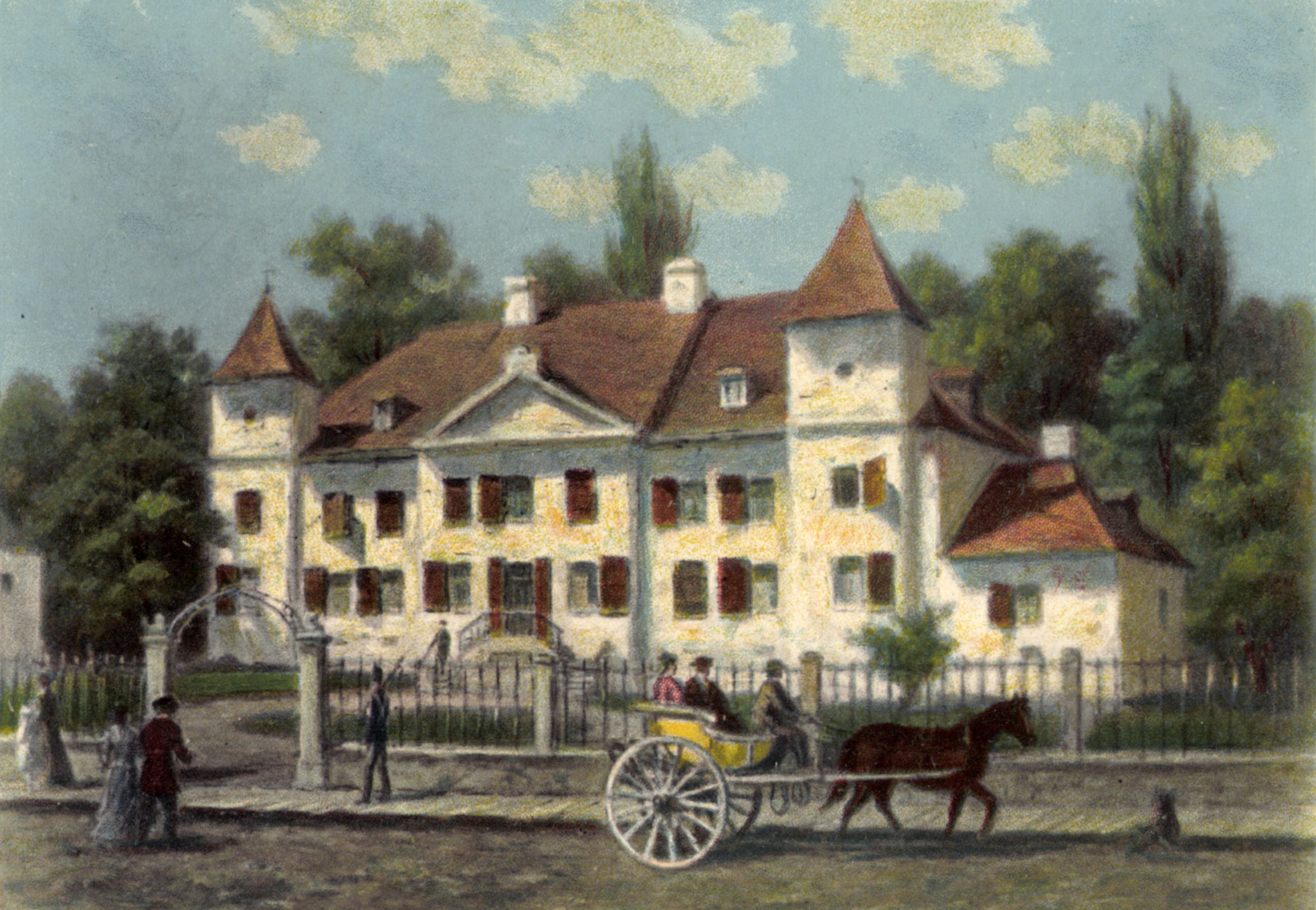
Résidence de Maisonneuve dans le Vieux-Montréal.
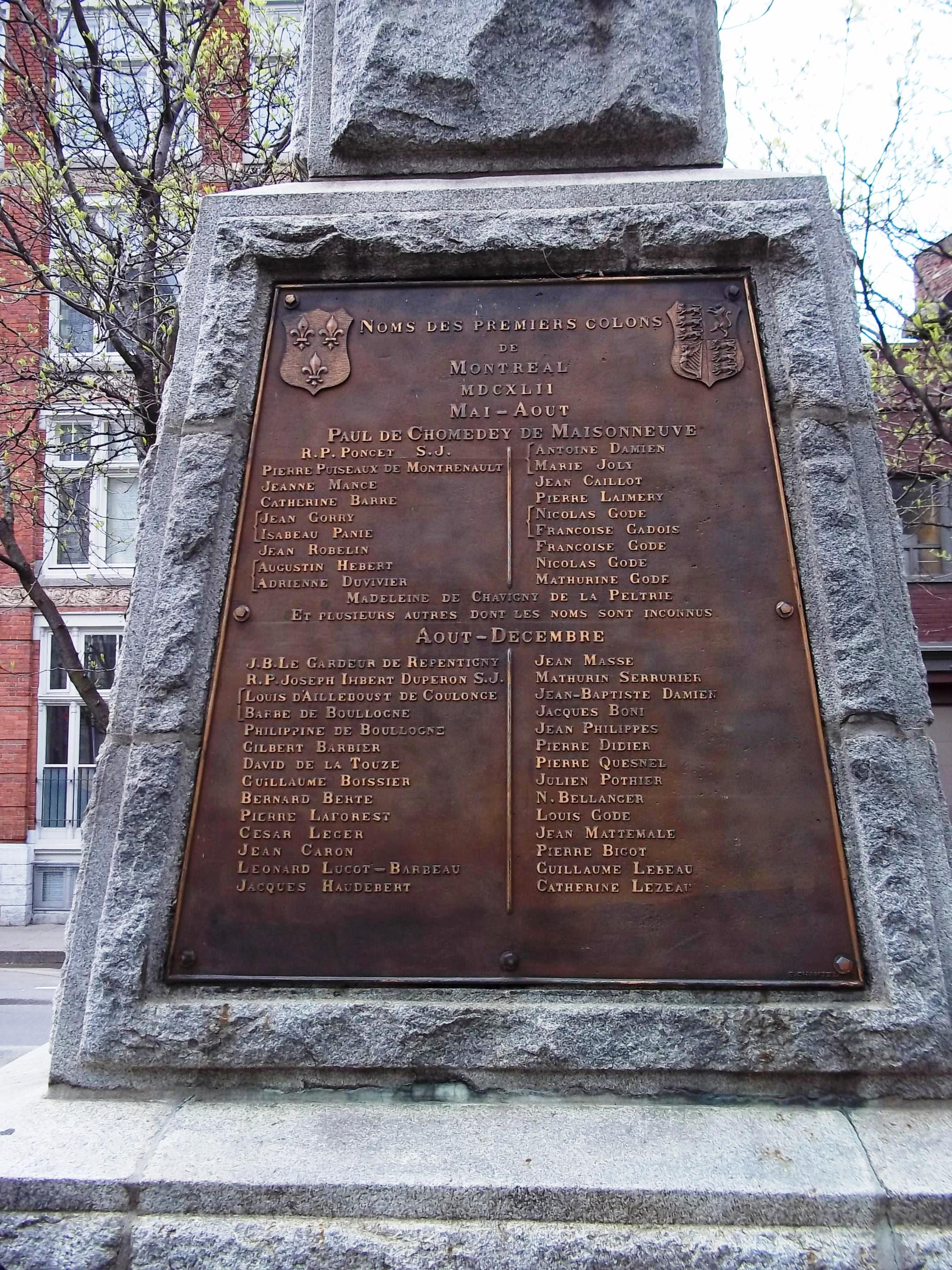
Le monument aux pionniers de Montréal.